# Janet Quist
Janet Quist, född 17 augusti 1955 i Austin, Texas, är en amerikansk fotomodell och skådespelare. Hon var tidningen Playboys Playmate of the Month i dess nummer för december 1978. Hennes utvikningsbild fotograferades av Ken Marcus. Janet upptäcktes under en fototävling arrangerad av Playboy, 1977. Till skillnad från de flesta andra fotomodellerna för tidningen, så hade hon sina jobb som skådespelare, innan hon vek ut sig i tidningen. 
Hon har fyra barn och en examen i kosmetologi.